# Liste der Baudenkmäler in Schleching
Auf dieser Seite sind die Baudenkmäler in der oberbayerischen Gemeinde Schleching zusammengestellt. Diese Tabelle ist eine Teilliste der Liste der Baudenkmäler in Bayern. Grundlage ist die Bayerische Denkmalliste, die auf Basis des Bayerischen Denkmalschutzgesetzes vom 1. Oktober 1973 erstmals erstellt wurde und seither durch das Bayerische Landesamt für Denkmalpflege geführt wird. Die folgenden Angaben ersetzen nicht die rechtsverbindliche Auskunft der Denkmalschutzbehörde.

## Baudenkmäler nach Ortsteilen

### Schleching
| Lage                         | Objekt                               | Beschreibung | Akten-Nr.     | Bild                  |
| ---------------------------- | ------------------------------------ | --- | ------------- | --------------------- |
| Hauptstraße 2 (Standort)     | Ehemaliges Bauernhaus                | Einfirstanlage, im Kern spätes 18./frühes 19. Jahrhundert (Tür bezeichnet mit dem Jahr 1812), traufseitig erweitert unter abgeschlepptem Flachsatteldach, mit zwei Balusterlauben, Firstpfette bezeichnet mit dem Jahr 1883, Bemalung erneuert. | D-1-89-141-1  | Ehemaliges Bauernhaus |
| Kirchplatz 2 (Standort)      | Ehemaliges Bauernhaus                | Massivbau mit Putzbänderung, kurzer Giebel- und Hochlaube, Sieben-Pfettendach, an der Firstpfette bezeichnet mit dem Jahr 1851; 1999/2000 zu Kindergarten und Jugendheim umgebaut.                                                              | D-1-89-141-2  | Ehemaliges Bauernhaus |
| Kirchplatz 4 (Standort)      | Katholische Pfarrkirche St. Remigius | einheitliche spätbarocke Anlage von Abraham Millauer, 1735–39; mit Ausstattung. Zahlreiche schmiedeeiserne Grabkreuze im Friedhof, 18./19. Jahrhundert.                                                                                         | D-1-89-141-3  | weitere Bilder        |
| Kirchplatz 6 (Standort)      | Ehemalige Taverne                    | Einfirstanlage mit Flachsatteldach und zwei Balusterlauben, Firstpfette bezeichnet mit dem Jahr 1726, Rotmarmor-Türgewände bezeichnet mit dem Jahr 1791; ehemaliger Wirtschaftsteil ausgebaut.                                                  | D-1-89-141-4  | weitere Bilder        |
| Kirchplatz 12 (Standort)     | Ehemaliges Bauernhaus                | Einfirstanlage, Wohnteil massiv mit Balusterlaube, erneuerter Hochlaube und aufgemalten Haussprüchen, an der Firstpfette bezeichnet mit dem Jahr 1828.                                                                                          | D-1-89-141-6  | Ehemaliges Bauernhaus |
| Kirchplatz 15 (Standort)     | Ehemaliges Bauernhaus                | jetzt Wohn- und Geschäftshaus, verputzter Massivbau mit zwei Balusterlauben, Firstpfette bezeichnet mit dem Jahr 1844. | D-1-89-141-7  | Ehemaliges Bauernhaus |
| Kleinfeldweg 1 (Standort)    | Getreidekasten                       | Zugehörig wieder aufgestellter, erdgeschossiger Getreidekasten, 18. Jahrhundert. | D-1-89-141-8  | weitere Bilder        |
| Mühlauer Straße 5 (Standort) | Getreidekasten                       | Zugehörig eineinhalbgeschossiger Getreidekasten, 18. Jahrhundert, mit späteren Anbauten unter gemeinsamem Flachsatteldach. | D-1-89-141-9  | weitere Bilder        |
| Schelmfleckweg 4 (Standort)  | Ehemaliges Vikarshaus                | Putzbau mit Halbwalmdach über Hohlkehle, Malereien in vertieften Ovalfeldern, hölzerner Türstock mit Türblatt, um 1800; im Garten Brunnentrog, bezeichnet mit dem Jahr 1768.                                                                    | D-1-89-141-10 | weitere Bilder        |
| Schelmfleckweg 7 (Standort)  | Ehemaliges Kleinbauernhaus           | Wohnteil traufseitig erschlossen, mit Putzbänderung, um 1850. | D-1-89-141-11 | BW                    |

### Achberg
| Lage                  | Objekt                | Beschreibung | Akten-Nr.     | Bild |
| --------------------- | --------------------- | --- | ------------- | ---- |
| Achberg 5 (Standort)  | Ehemaliges Bauernhaus | mit Blockbau-Obergeschoss und verbretterten Lauben, Kern Ende 17. Jahrhundert, Wirtschaftsteil ausgebaut. | D-1-89-141-13 | BW   |
| Achberg 6 (Standort)  | Bauernhaus            | Mitterstallbau mit seitlicher Tennenhochfahrt, Wohnteil mit verputztem Blockbau-Obergeschoss und zwei Balusterlauben, im Kern wohl noch 18. Jahrhundert, Dach angehoben, Firstpfette bezeichnet mit dem Jahr 1889. | D-1-89-141-73 | BW   |
| Achberg 8 (Standort)  | Ehemaliges Bauernhaus | mit Blockbau-Obergeschoss, Kern erste Hälfte 18. Jahrhundert, Wirtschaftsteil ausgebaut. | D-1-89-141-14 | BW   |
| Achberg 14 (Standort) | Bauernhaus            | lang gestreckte Einfirstanlage, mit Blockbau-Obergeschoss, Giebel- und Hochlaube, Firstpfette bezeichnet mit dem Jahr 1747, Tennenteil überkämmter Blockbau, mit rückwärtiger Hochfahrt.                           | D-1-89-141-16 | BW   |
| In Achberg (Standort) | Weilerkapelle         | erbaut 1726; mit Ausstattung. | D-1-89-141-12 | BW   |

### Ettenhausen
| Lage                            | Objekt                               | Beschreibung | Akten-Nr.     | Bild           |
| ------------------------------- | ------------------------------------ | --- | ------------- | -------------- |
| Geigelsteinstraße 4 (Standort)  | Bauernhaus                           | mit Hakenschopf und rückwärtiger Tennenhochfahrt, Wohnteil mit Putzgliederung und bemalten Pfettenköpfen, Lauben mit filigran ausgesägten Brüstungen, Firstpfette bezeichnet mit dem Jahr 1848.                                               | D-1-89-141-17 | weitere Bilder |
| Geigelsteinstraße 7 (Standort)  | Katholische Ortskapelle              | Bruchsteinbau mit offener Vorhalle, von German Bestelmeyer, 1937; mit Ausstattung. | D-1-89-141-18 | weitere Bilder |
| Geigelsteinstraße 9 (Standort)  | Stattliches Bauernhaus               | Wohnteil mit Blockbau-Obergeschoss, Sieben-Pfettendach, Firstpfette bezeichnet mit dem Jahr 1789, Giebel- und Hochlaube erneuert, Tennenteil verbrettert.                                                                                     | D-1-89-141-19 | BW             |
| Geigelsteinstraße 21 (Standort) | Wohnteil des ehemaligen Bauernhauses | mit Blockbau-Obergeschoss und erneuerten Lauben, Dach angehoben, Firstpfette bezeichnet mit dem Jahr 1797. | D-1-89-141-21 | BW             |
| Großnweg 3 (Standort)           | Ehemaliges Bauernhaus                | Mittertennbau, mit Blockbau-Obergeschoss und verbretterten Lauben, Firstpfette bezeichnet mit dem Jahr 1725; im Garten wieder aufgestellter Getreidekasten mit Legschindeldach, 18. Jahrhundert.                                              | D-1-89-141-22 | BW             |
| Großnweg 15 (Standort)          | Wohnteil des Bauernhauses            | mit Blockbau-Obergeschoss, Firstpfette bezeichnet mit dem Jahr 1695, Lauben erneuert. | D-1-89-141-23 | BW             |
| Wagrainer Straße 3 (Standort)   | Ehemaliges Bauernhaus                | Wohnteil zweieinhalbgeschossig mit Putzgliederung, Firstpfette bezeichnet mit dem Jahr 1846, Hochlaube (bezeichnet mit dem Jahr 1876) und Giebellaube mit filigran ausgesägten Brüstungen, klassizierende Fassadenmalereien, 20. Jahrhundert. | D-1-89-141-26 | weitere Bilder |
| Wagrainer Straße 7 (Standort)   | Sühnekreuz (Pestkreuz)               | bezeichnet mit dem Jahr 1636. | D-1-89-141-28 | BW             |
| Wagrainer Straße 9 (Standort)   | Getreidekasten                       | Zugehörig wieder aufgestellter erdgeschossiger Getreidekasten, Blockbau, bezeichnet mit dem Jahr 1731. | D-1-89-141-29 | BW             |

### Landerhausen
| Lage                      | Objekt     | Beschreibung | Akten-Nr.     | Bild |
| ------------------------- | ---------- | --- | ------------- | ---- |
| Landerhausen 1 (Standort) | Bauernhaus | stattliche Einfirstanlage, Wohnteil mit Blockbau-Obergeschoss, Hochlaube und jüngerer umlaufender Laube, an der Firstpfette bezeichnet mit dem Jahr 1794, erneuert 1926; zugehörig erdgeschossiger Getreidekasten, wohl Mitte 18. Jahrhundert, in jüngeren Schupfen eingebaut. | D-1-89-141-30 | BW   |
| Landerhausen 2 (Standort) | Steinkreuz | 16./17. Jahrhundert; bei Haus Nr. 2. | D-1-89-141-31 | BW   |

### Mettenham
| Lage                          | Objekt                               | Beschreibung | Akten-Nr.     | Bild           |
| ----------------------------- | ------------------------------------ | --- | ------------- | -------------- |
| Brandlstraße 1 (Standort)     | Ehemaliges Bauernhaus                | Wohnteil massiv mit Putzbänderung, Giebel- und Hochlaube, Firstpfette bezeichnet mit dem Jahr 1868, ausgebauter Wirtschaftsteil mit Hakenschopf.                                                                            | D-1-89-141-32 | weitere Bilder |
| Raitener Straße 16 (Standort) | Kaser                                | Zugehörig wieder aufgestellter Kaser (ehemaliger Rapplkaser auf der Steinbergalm), Blockbau, bezeichnet mit dem Jahr 1754.                                                                                                  | D-1-89-141-34 | BW             |
| Raitener Straße 17 (Standort) | Ehemaliges Bauernhaus                | Wohnteil verputzter Massivbau, mit zwei Balusterlauben, Firstpfette bezeichnet mit dem Jahr 1801, im Kern älter. | D-1-89-141-33 | weitere Bilder |
| Raitener Straße 19 (Standort) | Wohnteil des Bauernhauses            | massiv mit Putzbänderung, Firstpfette bezeichnet mit dem Jahr 1841. | D-1-89-141-35 | weitere Bilder |
| Raitener Straße 28 (Standort) | Katholische Ortskapelle              | mit Dachreiter, erste Hälfte 19. Jahrhundert (1988 versetzt); mit Ausstattung. | D-1-89-141-40 | weitere Bilder |
| Raitener Straße 29 (Standort) | Bauernhaus                           | Mittertennbau, Wohnteil mit verputztem Blockbau-Obergeschoss und bemaltem Blockbaugiebel, umlaufender Laube und Hochlaube, Firstpfette bezeichnet mit dem Jahr 1784, hölzerner Türstock bezeichnet mit dem Jahr 1836.       | D-1-89-141-36 | weitere Bilder |
| Raitener Straße 31 (Standort) | Ehemaliges Bauernhaus                | Wohnteil mit verputztem Blockbau-Obergeschoss und Lauben, Firstpfette bezeichnet mit dem Jahr 1834, im Kern älter. | D-1-89-141-37 | weitere Bilder |
| Raitener Straße 33 (Standort) | Wohnteil des ehemaligen Bauernhauses | mit Blockbau-Obergeschoss, zweiseitig umlaufender Laube und Hochlaube, Firstpfette bezeichnet mit dem Jahr 1717. | D-1-89-141-38 | weitere Bilder |
| Raitener Straße 46 (Standort) | Gasthaus Zellerwand                  | stattlicher Massivbau mit Segmentbogenfenstern und Halbwalmdach über Hohlkehle, ornamentiertes Sandstein-Türgewände bezeichnet mit dem Jahr 1853; urspr. Uhrmachermeister-Anwesen, seit 1863 auch Gasthof; mit Ausstattung. | D-1-89-141-39 | BW             |
| Schlagfeldweg 1 (Standort)    | Wohnteil des ehemaligen Bauernhauses | verputzter Massivbau mit Lauben, Firstpfette bezeichnet mit dem Jahr 1814, um 1990/92 erneuert. | D-1-89-141-41 | BW             |
| Schlagfeldweg 5 (Standort)    | Bauernhaus                           | Wohnteil massiv mit Putzbänderung und zwei kurzen Lauben, Firstpfette bezeichnet mit dem Jahr 1862. | D-1-89-141-42 | BW             |

### Mühlau
| Lage                       | Objekt                  | Beschreibung | Akten-Nr.     | Bild           |
| -------------------------- | ----------------------- | --- | ------------- | -------------- |
| Dalsenstraße 12 (Standort) | Bauernhaus              | Mittertennbau mit Hakenschopf, Wohnteil massiv mit Putzgliederung und zwei Balusterlauben, Firstpfette bezeichnet mit dem Jahr 1855. | D-1-89-141-44 | weitere Bilder |
| Dalsenstraße 18 (Standort) | Ehemaliges Bauernhaus   | alter Wohnteil mit Blockbau-Obergeschoss, Ende 17. Jahrhundert, Dach erneuert um 1950.                                               | D-1-89-141-45 | weitere Bilder |
| Gasteigweg 5 (Standort)    | Kleinbauernhaus         | mit verputztem Blockbau-Obergeschoss, spätes 18. Jahrhundert, Dach erneuert 1977.                                                    | D-1-89-141-46 | weitere Bilder |
| Gasteigweg 6 (Standort)    | Kleinbauernhaus         | Mittertennbau mit Blockbau-Obergeschoss und umlaufender Bretterlaube, Firstpfette bezeichnet mit dem Jahr 1753.                      | D-1-89-141-47 | weitere Bilder |
| Nähe Gasteigweg (Standort) | Katholische Ortskapelle | bezeichnet mit dem Jahr 1827; mit Ausstattung.                                                                                       | D-1-89-141-43 | weitere Bilder |

### Raiten
| Lage                                                                      | Objekt                                   | Beschreibung | Akten-Nr.     | Bild           |
| ------------------------------------------------------------------------- | ---------------------------------------- | --- | ------------- | -------------- |
| Achentalstraße 1 (Standort)                                               | Wohnteil des ehemaligen Bauernhauses     | Firstpfette bezeichnet mit dem Jahr 1793, Giebel- und kurze Hochlaube Ende 19. Jahrhundert. | D-1-89-141-49 | BW             |
| Achentalstraße 2 (Standort)                                               | Zugehörig erdgeschossiger Getreidekasten | Blockbau, mit seitlichem gemauerten Anbau unter gemeinsamem Flachsatteldach, Firstpfette bezeichnet mit dem Jahr 1782. | D-1-89-141-50 | BW             |
| Achentalstraße 13 (Standort)                                              | Ehemalige Hammerschmiede                 | Erdgeschoss Bruchsteinmauerwerk, Obergeschoss verschalt, mit Flachsatteldach, erbaut 1697, nach Norden modern verlängert. | D-1-89-141-51 | weitere Bilder |
| Flur Emperbichl; Ramsau oder Emperbichlbach in der Flur Raiten (Standort) | Bildstock                                | Rotmarmor, 18./19. Jahrhundert. | D-1-89-141-56 | BW             |
| Kirchbichl 1 (Standort)                                                   | Ehemaliges Kleinbauernhaus (Mesnerhaus)  | mit Blockbau-Obergeschoss, zweiseitig umlaufender Laube und geschlossener Hochlaube, Firstpfette bezeichnet mit dem Jahr 1731. | D-1-89-141-52 | BW             |
| Kirchbichl 2 (Standort)                                                   | Katholische Filialkirche St. Maria       | Langhaus im Kern romanisch, 12. Jahrhundert, Chor spätgotisch, um 1440, Turm Anfang 18. Jahrhundert; mit Ausstattung. Ummauerter Friedhof, nachmittelalterlich, 1952 erweitert, mit schmiedeeisernen Grabkreuzen, 18./19. Jahrhundert. | D-1-89-141-53 | weitere Bilder |
| Marquartsteiner Straße 2 (Standort)                                       | Bauernhaus                               | mit Blockbau-Obergeschoss und erneuerten Lauben, Firstpfette bezeichnet mit dem Jahr 1793. | D-1-89-141-54 | BW             |
| Marquartsteiner Straße 3 (Standort)                                       | Wohnteil des ehemaligen Bauernhauses     | Massivbau mit Giebel und Hochlaube, Türsturz bezeichnet mit dem Jahr 1816, Firstpfette bezeichnet mit dem Jahr 1832, barockisierende Fassadenmalerei modern.                                                                           | D-1-89-141-74 | BW             |
| Marquartsteiner Straße 6 (Standort)                                       | Bauernhaus                               | Mittertenntyp, zweieinhalbgeschossiger Putzbau mit Hochlaube und erneuerter Giebellaube, Firstpfette bezeichnet mit dem Jahr 1858. | D-1-89-141-55 | BW             |
| Nähe Emperbichlstraße (Standort)                                          | Bildstock                                | Rotmarmor, 18./19. Jahrhundert. | D-1-89-141-75 | BW             |

### Streichen
| Lage                   | Objekt                            | Beschreibung | Akten-Nr.     | Bild           |
| ---------------------- | --------------------------------- | --- | ------------- | -------------- |
| Streichen 1 (Standort) | Ehemaliges Bauern- und Mesnerhaus | jetzt Gasthaus, mit Blockbau-Obergeschoss und zwei Balusterlauben, Mitte 18. Jahrhundert. | D-1-89-141-58 | weitere Bilder |
| Streichen 2 (Standort) | Streichenkirche                   | Katholische Kapelle St. Servatius, wohl um 1300 erbaut, Chorneubau Mitte 15. Jahrhundert, Langhaus zweite Hälfte 17. Jahrhundert und 1943/1954 überformt; mit Ausstattung (siehe Kastenaltar (Streichen)). | D-1-89-141-57 | weitere Bilder |

### Wagrain
| Lage                 | Objekt     | Beschreibung | Akten-Nr.     | Bild |
| -------------------- | ---------- | --- | ------------- | ---- |
| Wagrain 4 (Standort) | Bauernhaus | Stattliches, breit gelagertes Bauernhaus, verputzter Massivbau mit Neun-Pfettendach, Hochlaube und Rotmarmor-Türstock, Türsturz bezeichnet mit dem Jahr 1776, im Giebelfeld Malerei des 18. Jahrhunderts. | D-1-89-141-59 | BW   |

### Almen
| Lage                                  | Objekt                      | Beschreibung | Akten-Nr.     | Bild             |
| ------------------------------------- | --------------------------- | --- | ------------- | ---------------- |
| Blasialm (Standort)                   | Blasialm                    | Steinbau, bezeichnet mit dem Jahr 1833; westlich von Schleching, am Weg zur Haidenholzalm, 900 m Höhe.                                         | D-1-89-141-60 | Blasialm         |
| Haidenholzalm (Standort)              | Linnerkaser                 | Steinbau mit Blockbaugiebel, bezeichnet mit dem Jahr 1808; westlich von Schleching zwischen Haiderholzerschneid und Spitzberg, ca. 1350 m Höhe | D-1-89-141-66 | BW               |
| Hintere Dalsenalm (Standort)          | Schmidbauerkaser            | Kaser als Blockbau, bezeichnet mit dem Jahr 1759, Doppelhaag in Stein, 1912; westlich von Mühlau, ca. 1000 m Höhe.                             | D-1-89-141-61 | BW               |
| Schusterbauern-Gschwendalm (Standort) | Kaser                       | Mauerbau mit verschaltem Giebel, bezeichnet mit dem Jahr 1844; westlich von Schleching am Weg zur Haidenholzalm, ca. 1000 m Höhe.              | D-1-89-141-67 | BW               |
| Steinbergalm (Standort)               | Gschwendtnerkaser           | Mauerbau mit Blockbaugiebel, bezeichnet mit dem Jahr 1788; am Südhang der Kampenwand, ca. 1200 m Höhe.                                         | D-1-89-141-69 | BW               |
| Vordere Dalsenalm (Standort)          | Bichlkaser (Vorderdalsen)   | Mauerbau mit Blockbaugiebel, Firstpfette bezeichnet mit dem Jahr 1812; westlich von Mühlau, ca. 1000 m Höhe.                                   | D-1-89-141-62 | BW               |
| Vordere Dalsenalm (Standort)          | Feichtnkaser (Vorderdalsen) | Vorkaser in Blockbau, an der Firstpfette bezeichnet mit dem Jahr 1790; westlich von Mühlau.                                                    | D-1-89-141-63 | BW               |
| Vordere Dalsenalm (Standort)          | Huberkaser (Vorderdalsen)   | ehemals Doppelkaser, Mauerbau mit zwei Eingängen und Blockbaugiebel, bezeichnet mit dem Jahr 1847; westlich von Mühlau, ca. 1000 m Höhe.       | D-1-89-141-64 | BW               |
| Wuhrstein 12 (Standort)               | Grafenkaser                 | Steinbau, bezeichnet mit dem Jahr 1857; südlich des Geigelsteins, ca. 1100 m Höhe.                                                             | D-1-89-141-71 | Grafenkaser      |
| Wuhrstein 13 (Standort)               | Weitlechnerkaser            | Steinbau, bezeichnet mit dem Jahr 1857; südlich des Geigelsteins, ca. 1100 m Höhe.                                                             | D-1-89-141-72 | Weitlechnerkaser |
| Wuhrstein 20 (Standort)               | Huberkaser                  | Steinbau, bezeichnet mit dem Jahr 1853; südlich des Geigelsteins, ca. 1150 m Höhe.                                                             | D-1-89-141-70 | BW               |

## Ehemalige Baudenkmäler
| Lage                                        | Objekt                                  | Beschreibung | Akten-Nr.     | Bild |
| ------------------------------------------- | --------------------------------------- | --- | ------------- | ---- |
| Ettenhausen Geigelsteinstraße 15 (Standort) | Ehemaliges Bauernhaus (zuletzt Gasthof) | Wohnteil stattlicher Massivbau mit Sieben-Pfettendach, erneuerten Balusterlauben und barockisierender Putzgliederung, Firstpfette bezeichnet mit dem Jahr 1850. | D-1-89-141-20 | BW   |